# L'Union
 L'Union  là một xã thuộc tỉnh Haute-Garonne trong vùng Occitanie tây nam nước Pháp. Xã này nằm ở khu vực có độ cao trung bình 146 mét trên mực nước biển. Xã là một ngoại ô của thành phố Toulouse, nằm về phía đông bắc của thành phố Toulouse. Dân số năm 2006 khoảng 12.300 người.
L'Union được lập thập niên 1790 trên cơ sở sáp nhập Belbèze và Cornaudric. 

## Biến động dân số
| Năm  | Dân số |
| ---- | ------ |
| 1962 | 1 468  |
| 1968 | 4 601  |
| 1975 | 7 817  |
| 1982 | 10 461 |
| 1990 | 11 751 |
| 1999 | 12 141 |
| 2006 | 12 300 |

Theo chiều kim đồng hồ, L'Union giáp Saint-Jean, Montrabé, Gramont và Borderouge.

## Di tích

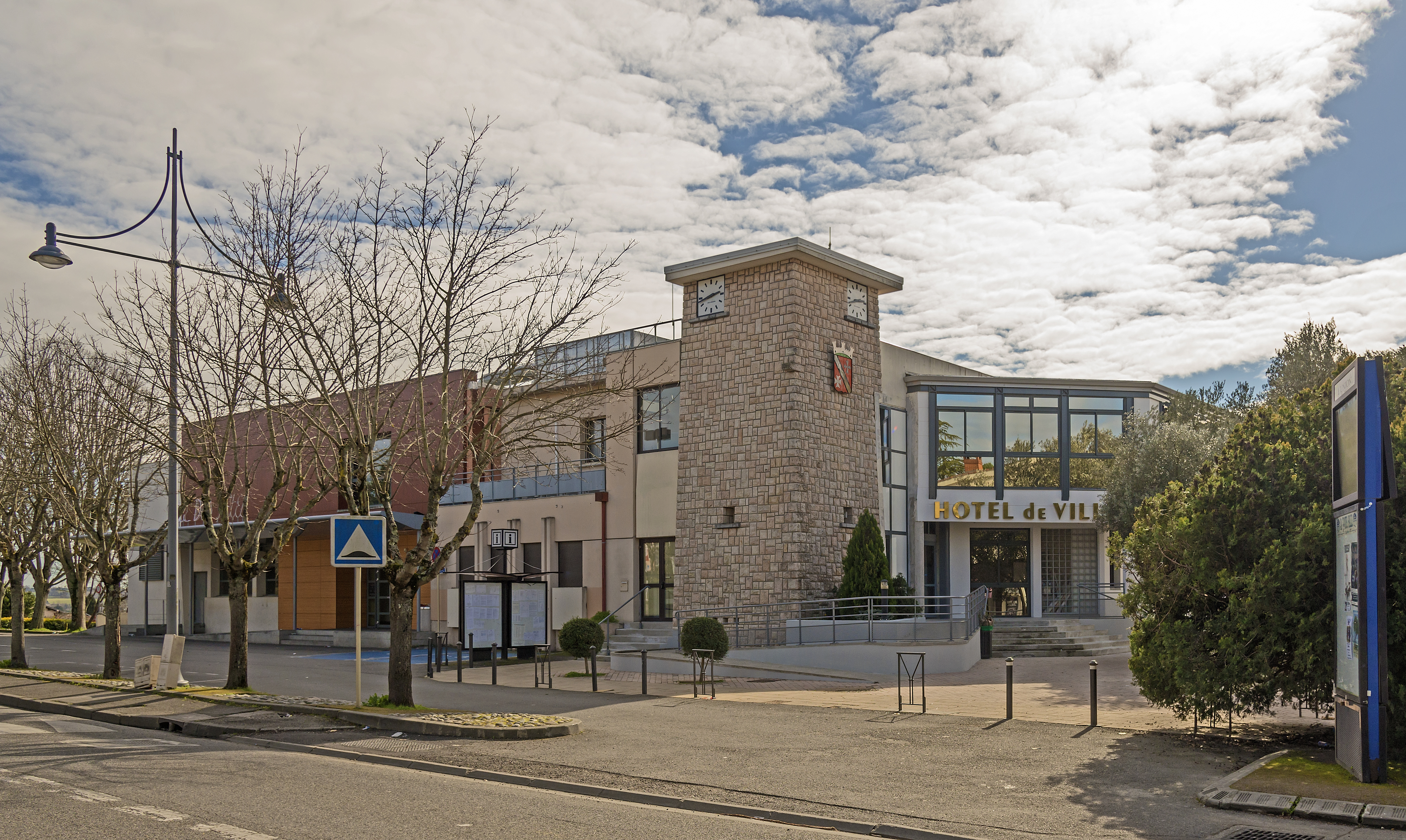
Tòa thị chính.
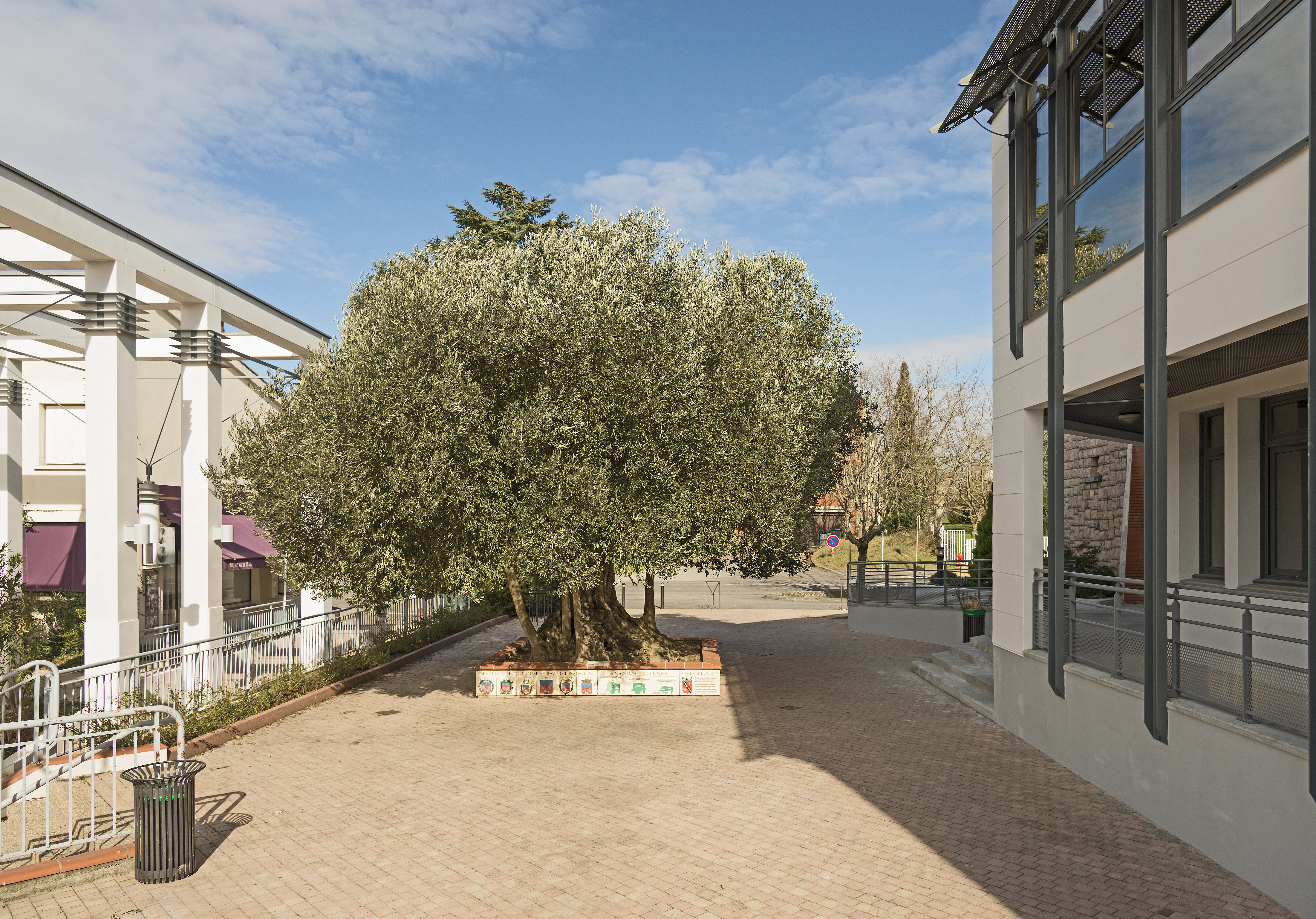
Cây ô liu thiên niên kỷ.
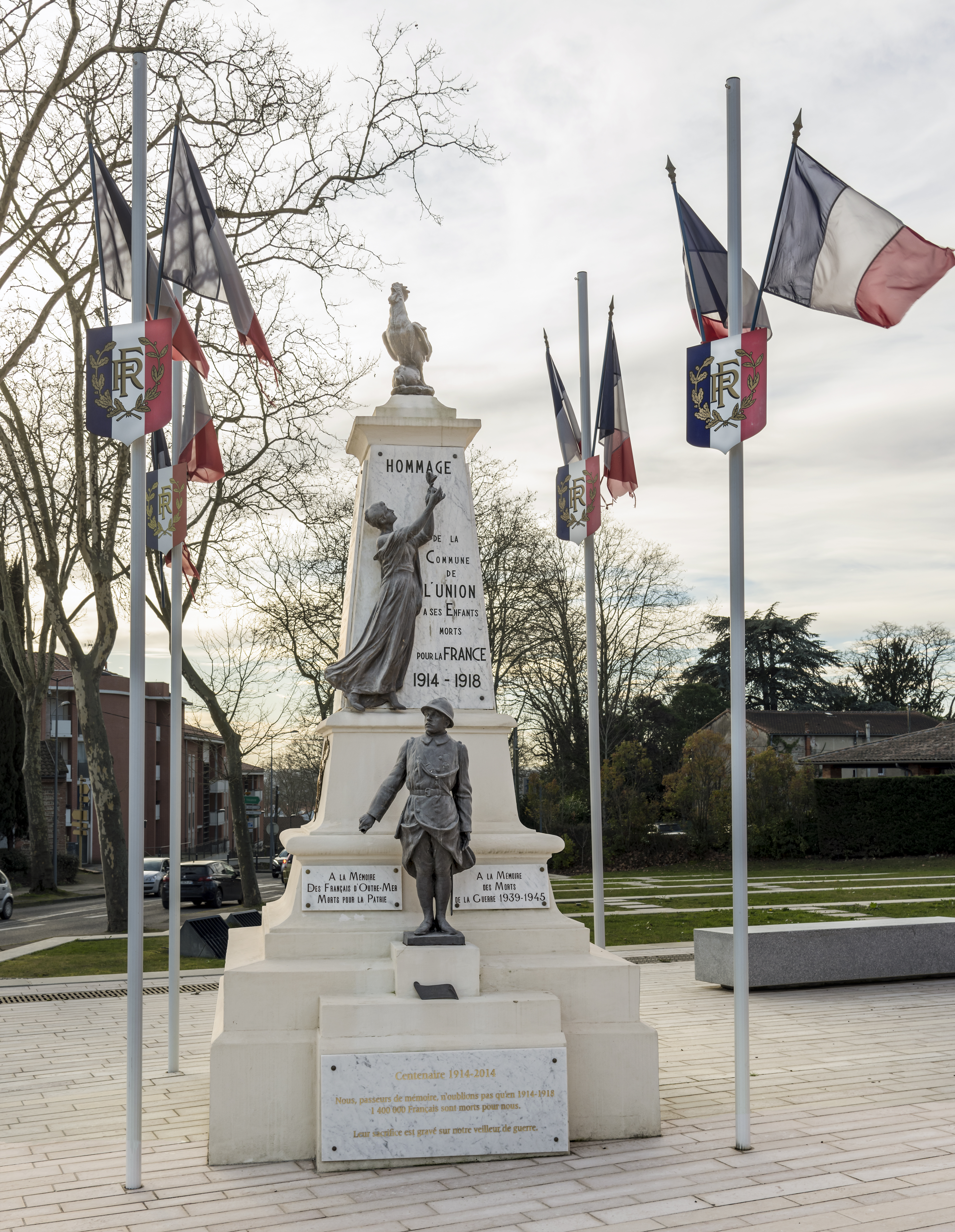
Đài tưởng niệm người chết.
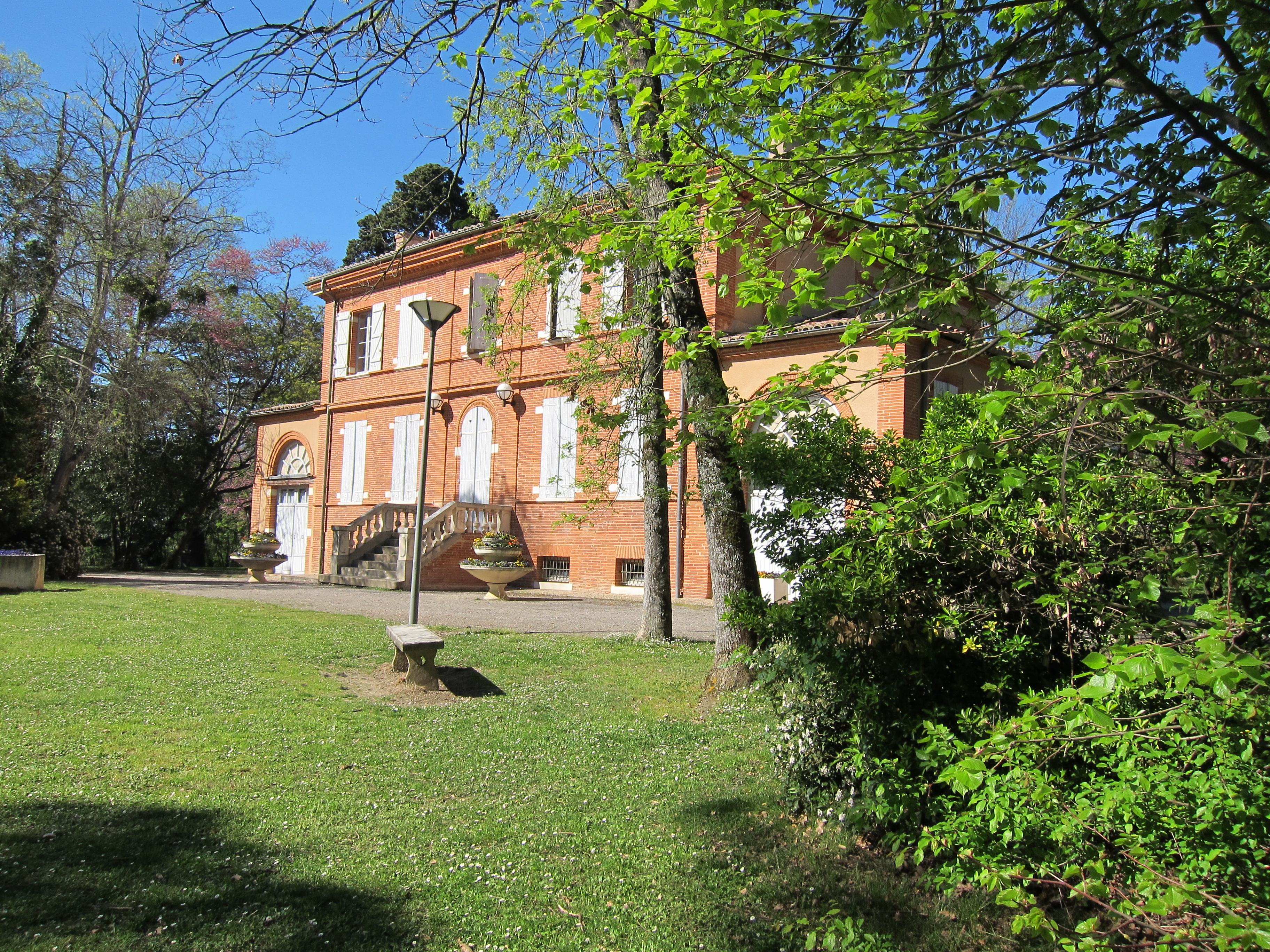
Lâu đài Malpagat.
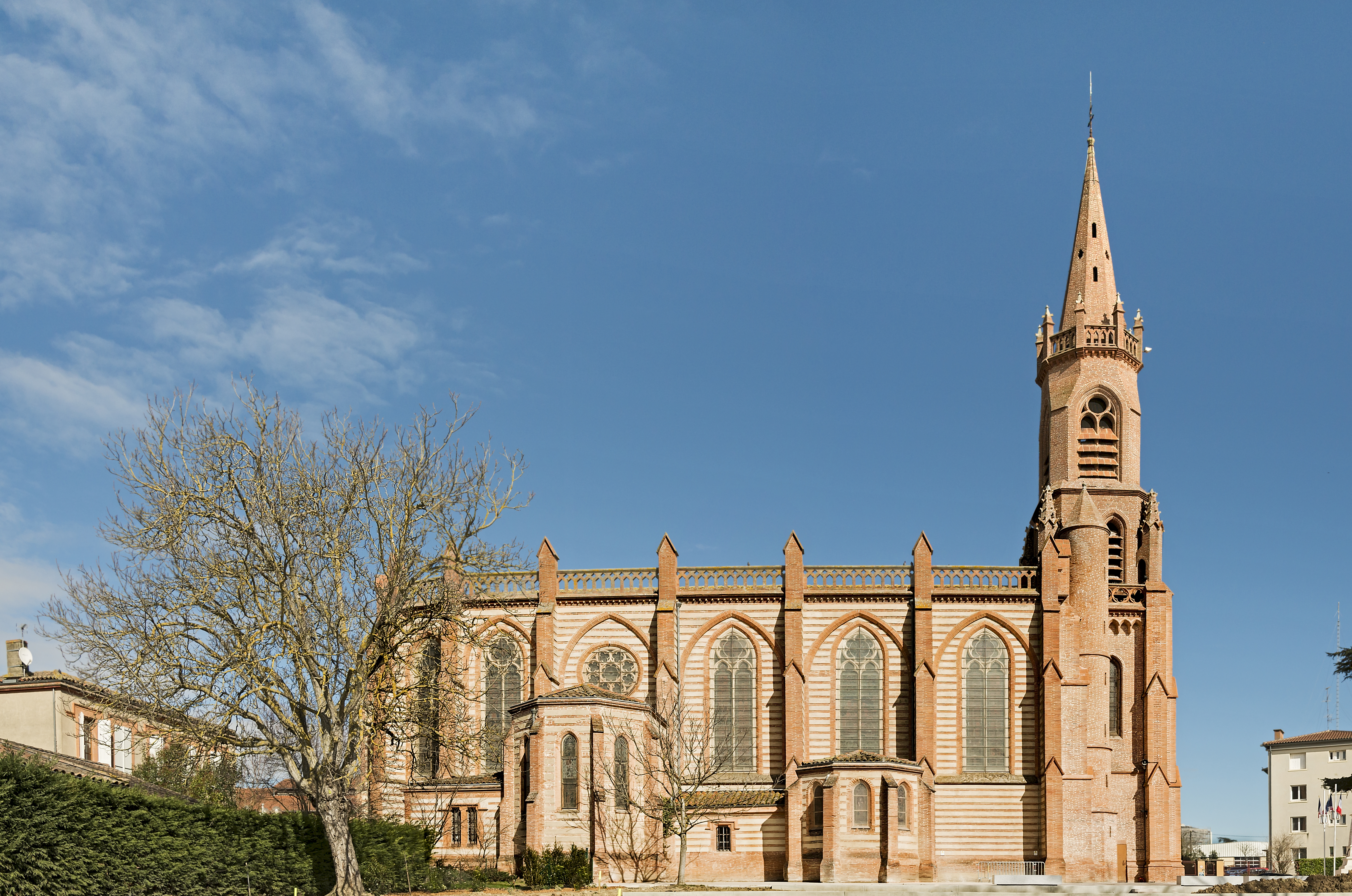
Nhà thờ.
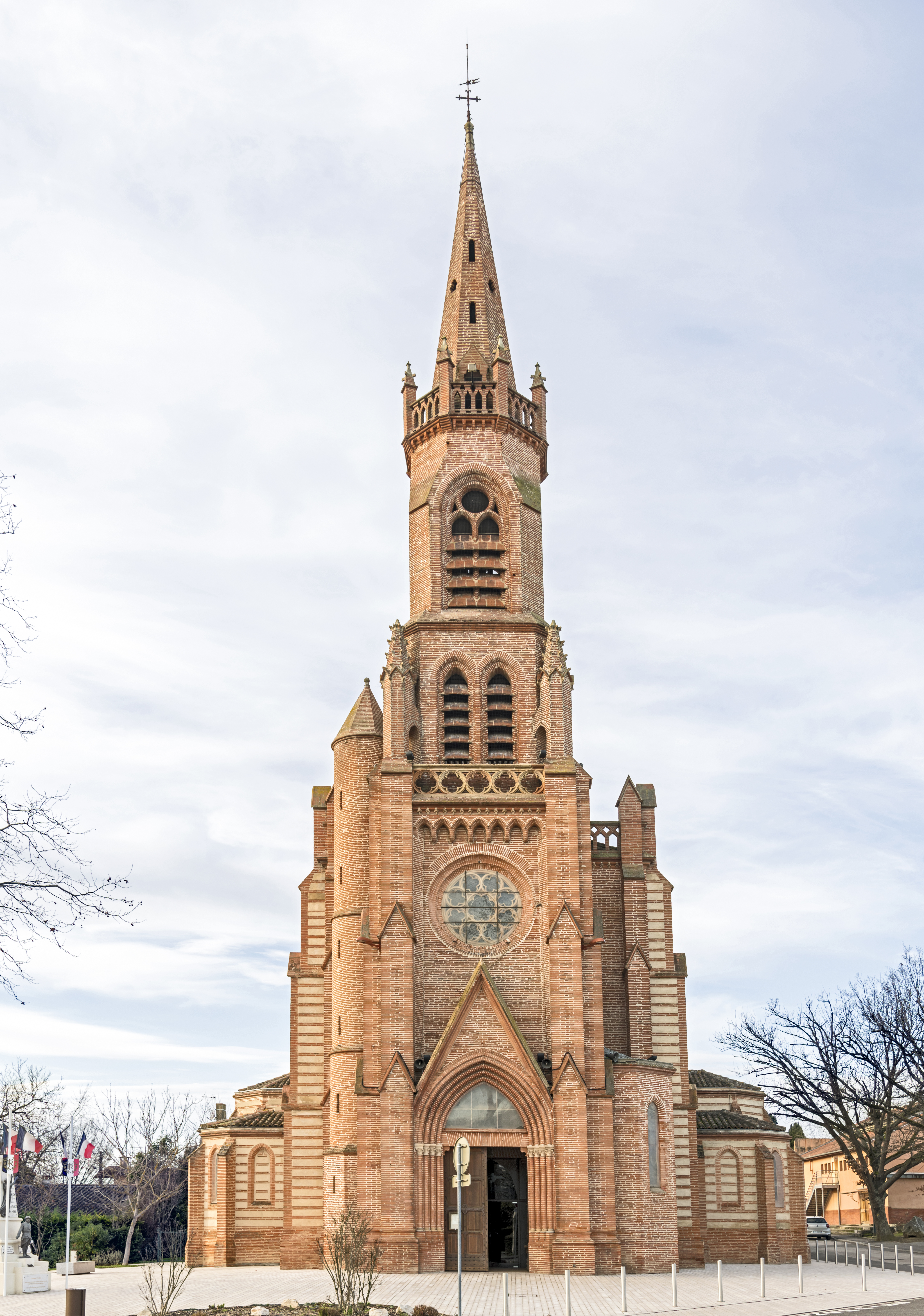
Tháp chuông
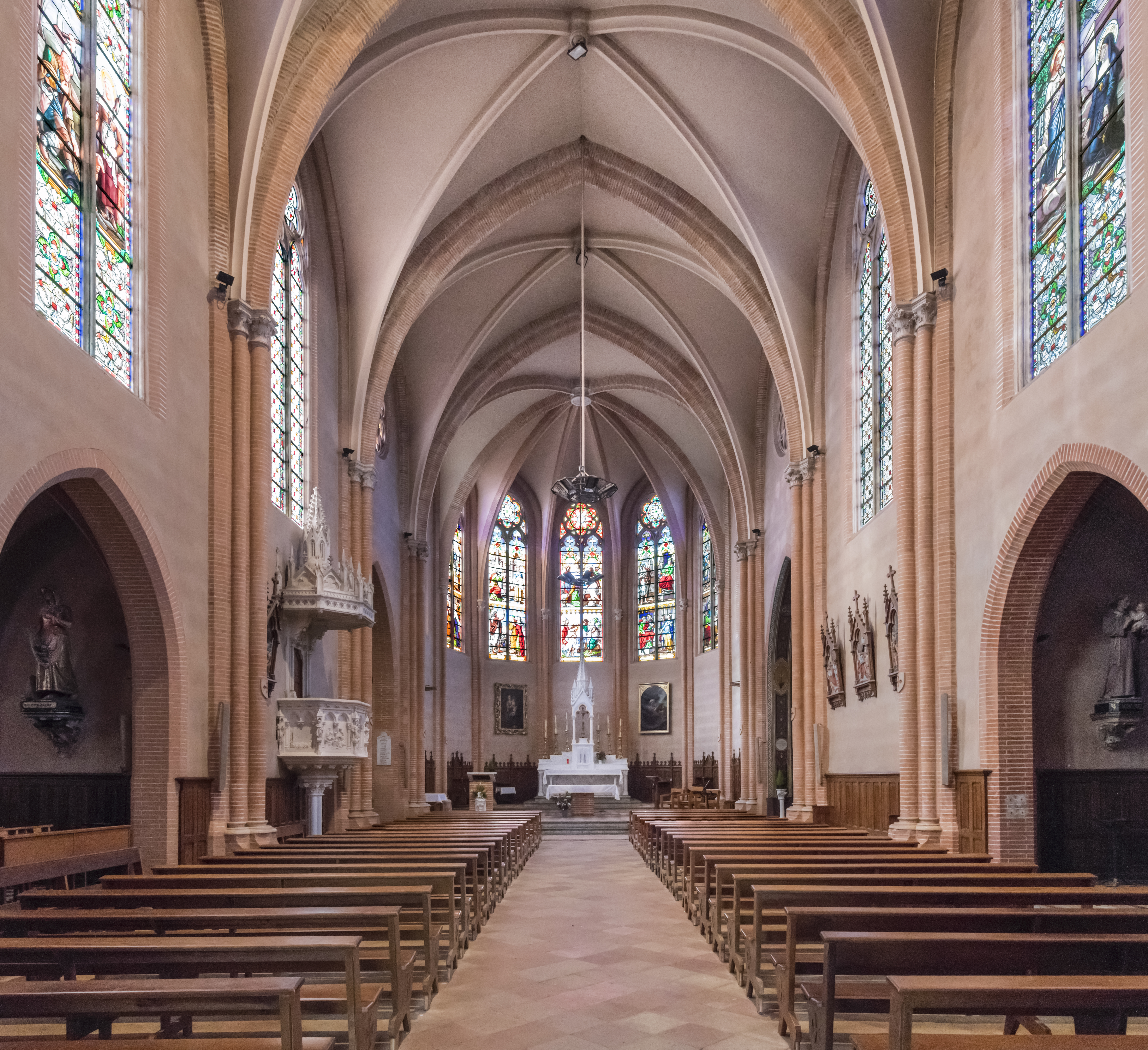
Xem nội thất nhà thờ
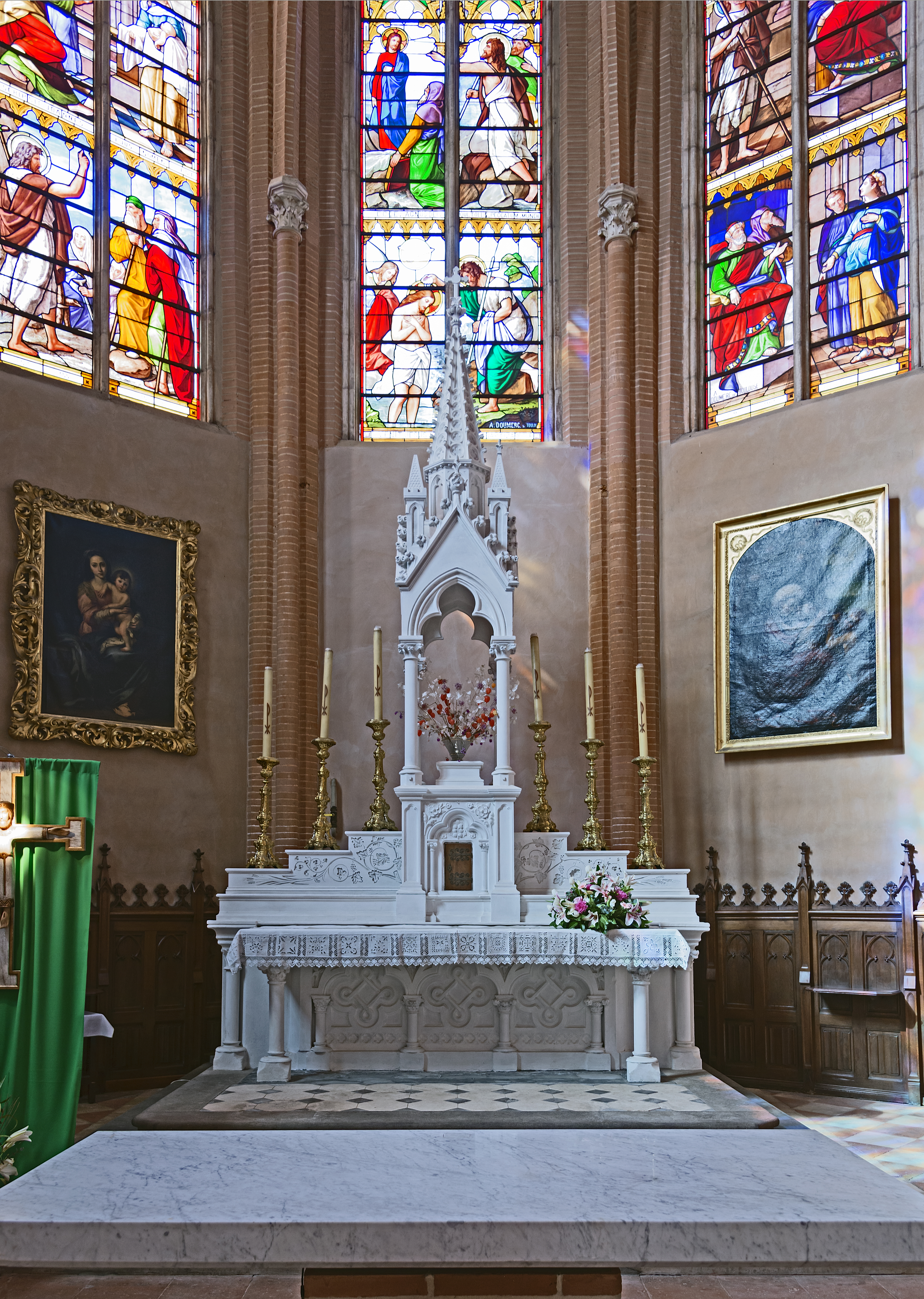
Bàn thờ của nhà thờ